# Malus sargentii
Malus sargentii (traducció: pomera de sargent) és una pomera salvatge en forma d'arbust.

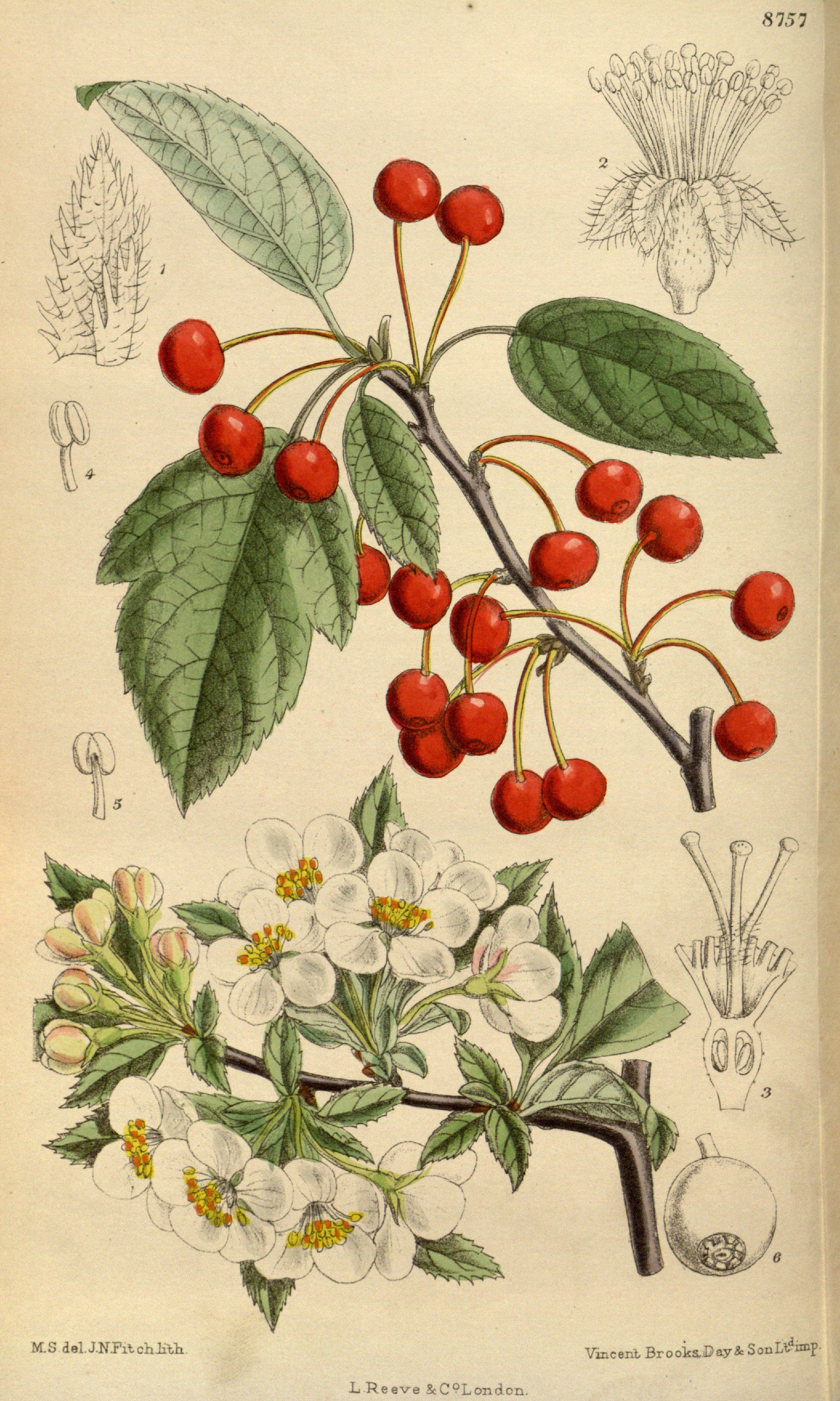
M. sargentii

Ateny una altitud d'uns 120 centímetres. És originari del Japó i exportat arreu al món com a planta ornamental. Antigament es considerava una varietat de l'espècie Malus sieboldii, però avui en dia s'ha classificat com a espècie sui generis. El valor de l'arbust baix amb flors i poms decoratius és estimat pels paisatgistes.

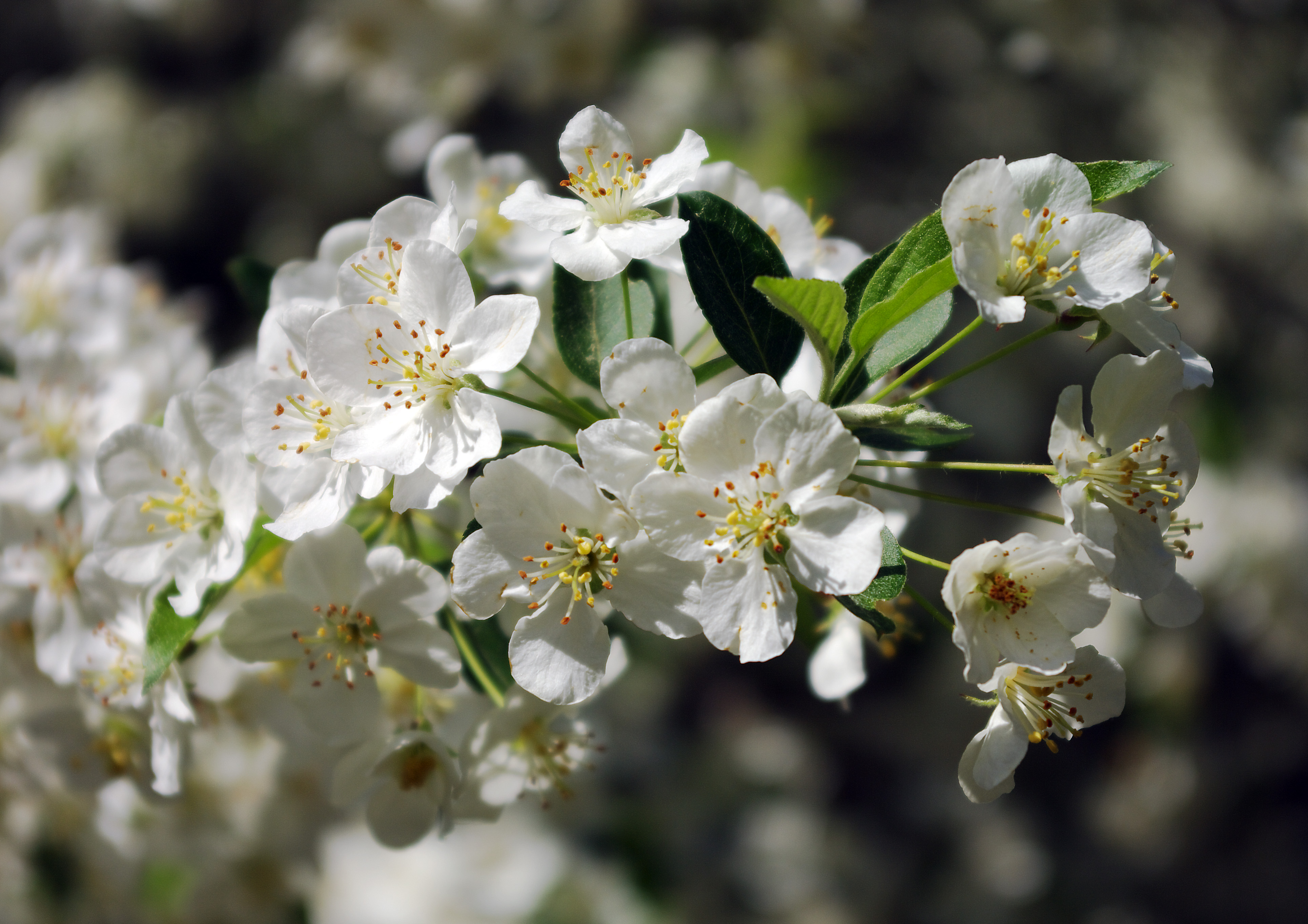
Flors

Floreix d'abril a maig, de color rosa a l'estadi de poncella, després flors blancs oloroses. Les fulles de verd fosc es fan mixt groc-verds a l'autumn. Els fruits formen bagots de color vermell fosc d'un diàmetre d'un centímetre. Prefereix llocs ben assolellats. És força resistent contra la majoria de les plagues de les pomeres. Els poms són estimats pels ocells i altres animals, però no per a la consumició humana.